# Need for Speed: Shift
Need for Speed: Shift (kurz NFSS) ist der 13. Teil der veröffentlichten Need-for-Speed-Reihe. Es wurde vom britischen Entwickler Slightly Mad entwickelt und vom amerikanischen Konzern Electronic Arts am 17. September 2009 für die Konsolen PlayStation 3 und Xbox 360 sowie für das Betriebssystem Windows veröffentlicht. Später folgten Umsetzungen für die PlayStation Portable, iPhone, iPod Touch und Samsung Wave.

## Spielprinzip

### Allgemein
Das Spielprinzip unterscheidet sich deutlich vom direkten Vorgänger Undercover und ist mit dessen Vorgänger ProStreet vergleichbar. Der Spieler übernimmt die Rolle eines Rennfahrers, der sich innerhalb einer Rennliga hocharbeitet.
Zu Beginn eines Spiels wird dem Spieler ein Fahrzeug zur Verfügung gestellt, mit dem er zwei Einführungsrunden fährt. Anhand der fahrerischen Leistung des Spielers stellt das Spiel einen geeigneten Schwierigkeitsgrad ein und aktiviert oder deaktiviert bestimmte Fahrhilfen, etwa ein Antiblockiersystem. Diese Einstellungen kann der Spieler später manuell ändern.
Anschließend bemüht er sich darum, die NFS World Tour zu erreichen. Dazu muss er sich durch vier Klassen mit ansteigendem Schwierigkeitsgrad arbeiten. Jede Klasse besteht aus mehreren Rennveranstaltungen. Der Spieler schreitet in der Karriere voran, indem er in den Rennen Sterne sammelt. Diese erhält er in erster Linie für Siege. In einigen Rennen kann der Spieler darüber hinaus Sterne durch das Erreichen bestimmter Punktzahlen und durch das Absolvieren von Bonuszielen gewinnen. Punkte erwirbt der Spieler während eines Rennens für besondere fahrerische Leistungen, etwa das Fahren auf der Ideallinie oder das Fahren mit Höchstgeschwindigkeit. Bonusziele umfassen beispielsweise das saubere Durchfahren aller Kurven einer Strecke oder das Unterbieten einer vorgegebenen Rundenzeit.
Punkte werden außerdem dem rennübergreifenden Benutzerkonto gutgeschrieben. Erreicht der Spieler bestimmte Punktegrenzen, erhöht sich sein Fahrerlevel. Steigt der Fahrerlevel des Spielers, erhält er Belohnungen, etwa zusätzliche Gelder oder Einladungen zu besonderen Rennveranstaltungen.
Need for Speed: Shift bildet einige reale Strecken nach, darunter den Brands Hatch Circuit, den Laguna Seca Raceway, den Silverstone Circuit oder die Nordschleife. Daneben enthält das Spiel fiktive Strecken, die beispielsweise durch die Innenstadt von London führen.

### Rennmodi
Der häufigste Rennmodus ist das Rundkursrennen. Dabei treten bis zu 20 Fahrer auf einem abgesperrten Rundkurs gegeneinander an. Es gewinnt der Fahrer, der nach einer gewissen Anzahl von Runden als erster das Ziel erreicht. Von diesem Renntyp existieren besondere Varianten. Bei Hersteller-Rennen bekommen alle Fahrer das gleiche, unmodifizierte Fahrzeug gestellt. Ausdauer-Rennen sind Rundkursrennen, die über eine besonders große Distanz ausgetragen werden. Bei Eliminator-Rennen scheidet in jeder Runde der letztplatzierte Fahrer aus. Es siegt der Fahrer, der als letzter noch im Rennen ist.
Bei Zeitrennen treten die Fahrer nacheinander an. Ziel bei diesem Rennmodus ist das Erreichen einer möglichst niedrigen Rundenzeit. Bei Duellen treten zwei Fahrer gegeneinander an. Duelle werden in drei Läufen ausgetragen. Sieger ist derjenige, der zwei der drei Läufe für sich entscheiden kann. Drift-Rennen werden auf kurzen, kurvenreichen Streckenabschnitten ausgetragen. Das Ziel bei diesen Rennen ist, durch gutes Driften eine möglichst hohe Punktzahl zu erreichen.

### Fahrzeuge
Need for Speed: Shift beinhaltet 65 lizenzierte Fahrzeuge von zahlreichen Herstellern wie Audi, Aston Martin oder Koenigsegg. Die Fahrzeuge sind wie die Rennveranstaltungen in vier Klassen eingeteilt, die sich nach deren Leistungsstärke richten. Während in der ersten Klasse überwiegend Volumenmodelle wie Seat Leon oder VW Golf vertreten sind, sind in der höchsten Klasse leistungsstarke Exoten wie der Koenigsegg Agera oder der Pagani Zonda vertreten.
Der Spieler erhält Zugriff auf Fahrzeuge durch den Erwerb mit Preisgeldern. Die Anzahl der Fahrzeuge, die er gleichzeitig besitzen kann, richtet sich nach der Anzahl der verfügbaren Garagenplätze. Zusätzliche Garagenplätze erhält der Spieler durch Levelaufstiege.
Die Fahrzeuge können auf vielfältige Weise modifiziert werden. Das Leistungtuning und das Feintuning sind deutlich umfangreicher als das Optiktuning, das sich in diesem Teil weitgehend auf Autofarbe, Sticker, Felgen und Spoiler beschränkt und nicht mehr wie in vorherigen Teilen individuell anpassbar ist. Eine Neuerung ist der Werksumbau, bei dem das Auto zum Rennwagen umgebaut wird. Das Spiel enthält die folgenden Wagen:
| Fahrzeugliste           |                        |                     |
| Aston Martin DB9        | Chevrolet Camaro       | Nissan 200SX        |
| Aston Martin Vantage    | Chevrolet Cobalt       | Nissan 350Z         |
| Audi R8                 | Corvette C6            | Nissan 370Z         |
| Audi R8 LMS             | Honda Civic            | Nissan GTR          |
| Audi RS4                | Honda S2000            | Nissan Silvia       |
| Audi S3                 | Koenigsegg CCX         | Nissan Skyline      |
| Audi S4                 | Lamborghini Gallardo   | Nissan 240SX        |
| Audi TT                 | Lamborghini Murciélago | Pagani Zonda        |
| BMW M3 E36              | Lamborghini Reventón   | Porsche 911 GT2     |
| BMW M3 E46              | Lotus Elise            | Porsche 911 GT3 RSR |
| BMW M3 E90              | Lotus Exige            | Porsche 911 GT3 Cup |
| BMW M3 GT2              | Maserati MC12          | Porsche Carrera GT  |
| BMW Z4                  | Mazda MX-5             | Porsche Cayman S    |
| Bugatti Veyron          | Mazda RX-7             | Renault Megane      |
| Dodge Challenger        | Mazda RX-8             | Seat Leon Cupra     |
| Dodge Viper SRT 10      | McLaren F1             | Subaru Impreza WRX  |
| Ford Mustang            | Mercedes-Benz SLR      | Lexus LFA           |
| Ford Shelby GT500       | Mercedes-Benz SL65 AMG | Scion tC            |
| Ford Escort RS Cosworth | Mitsubishi Lancer VII  | Toyota Corolla      |
| Ford Focus              | Mitsubishi Lancer VIII | Toyota Sprinter     |
| Ford GT                 | Infiniti G35           | VW Scirocco         |
|                         |                        | VW Golf GTI         |

## Entwicklungsgeschichte
Nach der Veröffentlichung von Need for Speed: Undercover plante Electronic Arts trotz der vielen negativen Kritiken, die dieses Spiel erhalten hatte, die Fortführung der Need-for-Speed-Reihe. Um verschiedene Richtungen des Rennspiel-Genres abzudecken, beauftragte das Unternehmen drei Studios mit der Entwicklung verschiedener Titel. Während EA Montreal mit Need for Speed: Nitro ein Arcade-Rennspiel für Konsolen und Black Box und EA Shanghai das Online-Rennspiel Need for Speed: World entwickelten, wurde das britische Studio Slightly Mad mit der Produktion einer Rennsimulation betraut.
In Nordamerika erschien Shift am 15. September 2009 auf dem Markt.

## Rezeption

### Rezensionen
Das Spiel wurde in der Fachpresse weitgehend positiv aufgenommen. Auf der Webseite Metacritic, auf der Testberichte gesammelt und ein Durchschnitt aus deren Wertungen errechnet wird, erreichte Shift auf den einzelnen Plattformen zwischen 83 und 84 von 100 Punkten. Dies waren die bislang besten Bewertungen für ein Spiel der Need-for-Speed-Reihe.
Gelobt wird hierbei die realistische Fahrphysik und die stabile Framerate. Kritisiert werden die schwierige Steuerung bei Drift-Rennen und die unspektakuläre Beleuchtung des Renngeschehens, was das Spiel etwas wie ein abgespecktes Gran Turismo wirken lasse.

### Verkaufszahlen
Auf dem nordamerikanischen Markt wurden von dem Spiel innerhalb eines Monats 309.000 Exemplare verkauft.

## Shift 2 Unleashed
Am 16. November 2010 veröffentlichte Electronic Arts einen Trailer zu einem Nachfolger von Need for Speed: Shift. Dieser erschien am 31. März 2011 unter dem Titel Shift 2 Unleashed.